# Sardis Road
Sardis Road (in gallese Heol Sardis) è un impianto sportivo per il rugby a 15 di Pontypridd, località del Regno Unito in Galles.

## Storia
Sardis Road fu la terza sede del Pontypridd dopo Parc Ynysangharad e il Taff Vale Park: nel 1974 fu inaugurato il nuovo campo costruito sull'area di un vecchio pozzo carbonifero chiamato localmente Dan's Muckhole (traducibile come il buco nel fango di Dan): nel corso degli anni tale soprannome si rivelò appropriato perché durante le forti piogge invernali il terreno aveva la tendenza a ridursi a un campo di fango.
Il mediano di mischia gallese Neil Jenkins, inoltre, noto per essere stato primatista internazionale di punti marcati e miglior realizzatore della nazionale del suo Paese, coniò per Sardis Road il termine di The House of Pain (la casa del dolore o della sofferenza) per sottolineare la durezza del gioco riservata agli avversari in visita a Pontypridd.
Sardis Road fu selezionato tra le sedi destinate a ospitare gare della Coppa del Mondo di rugby 1991 organizzata dall'Inghilterra ma alla quale Paesi limitrofi prestarono sostegno logistico: in tale impianto si svolse la partita della fase a gironi tra l'Argentina e le Samoa Occidentali, vinta 35-12 dagli oceaniani.
Fu, quello, l'unico incontro internazionale, a tutto il 2019, tenutosi in tale impianto.
Dal 2016, per far fronte al continuo deterioramento del terreno fangoso, Sardis Road è equipaggiato con un tappeto in erba ibrida di tecnologia 3G.